# Oscinella stackelbergi
Oscinella stackelbergi är en tvåvingeart som beskrevs av Oswald Duda 1933. Oscinella stackelbergi ingår i släktet Oscinella och familjen fritflugor. Inga underarter finns listade i Catalogue of Life.